# Ретинований зуб

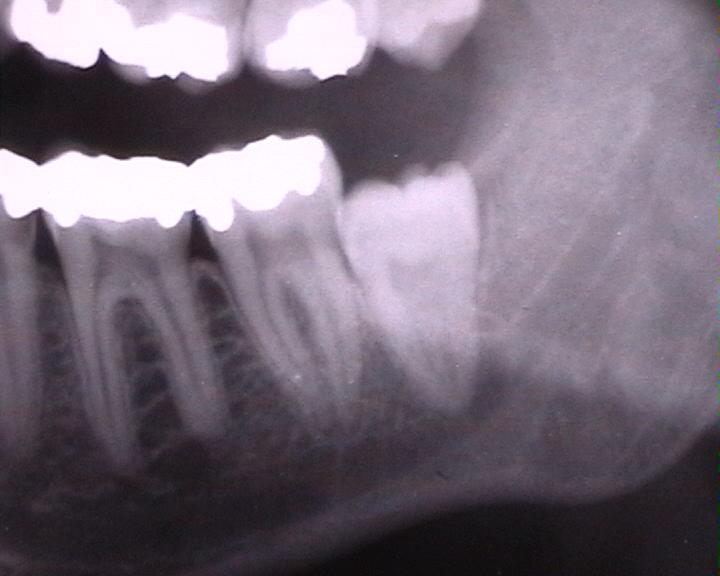
Ретинований зуб мудрості на рентгенівському знімку

Ретинований зуб (лат. retentio — утримування, стримування, затримання, збереження) — зуб, який буде не в змозі прорізатися належним чином, оскільки повністю або частково закритий кісткою або частиною ясен.
Ретинованим може бути будь-який зуб, однак, частіше всього це зуби мудрості, різці, малі корінні зуби. Видалення такого зуба — завдання не з простих, однак таке, що можна виконати. Інколи ретиновані зуби «витягують» ортодонти за допомогою брекет-системи. Зуби, що не прорізались частіше всього треба видаляти, оскільки вони — причина виникнення кіст, запалення навколо самих себе. Звичайно, це робиться із знеболювальним.    
Клінічні форми:
1. часткова ретенція (окремих поодиноких зубів);
2. множинна або чисельна (значної кількості);
3. повна ретенція (з повною відсутністю зубів у зубному ряду як тимчасових так і постійних).

Ретенція зуба (retentio dentis; лат. retentio ― затримка; затримка зуба) ― затримка прорізування нормально сформованого постійного зуба. Повна ретенція ― непрорізаний зуб повністю розташований у кістковій тканині. Повну ретенцію можна поділити на 3 ступені:
І ступінь ― товщина кісткової тканини від коронки ретенованого зуба до альвеолярного краю щелепи (рентгенологічно) не перевищує 1 мм.
ІІ ступінь ― товщина кісткової тканини над ретенованим зубом від 1 до 3 мм.
ІІІ ступінь ― товщина кістки над зубом перевищує 3 мм.